# Битка код Флерија
Битка код Флеруса, 26. јуна 1794. године, била је сукоб током рата Прве коалиције, између војске Прве Француске републике, под командом генерала Жан-Батиста Журдана, и коалиционе војске (Британије, Хановера, Низоземске Републике и Хабзбуршке монархије), којом је командовао Принц Јосија од Кобурга, у најзначајнијој бици Фландрије у Ниским земљама током Француски револуционарни ратови. Обе стране су имале снаге у области од око 80.000 људи, али су Французи успели да концентришу своје трупе и поразе Прву коалицију. Пораз савезника довео је до трајног губитка Аустријске Холандије и до уништења Низоземске Републике. Битка је означила прекретницу за француску војску, која је остала у врху до краја рата Прве коалиције.